# John Crary
John Crary (* 10. Juli 1770 in Hoosick Falls, New York; † 18. Mai 1848 in Salem, New York) war ein US-amerikanischer Politiker. Er vertrat 1824 das Washington County in der New York State Assembly. Anschließend bekleidete er zwischen 1825 und 1828 einen Sitz im Senat von New York. Ferner kandidierte er 1828 erfolglos für die Anti-Masonic Party um das Amt des Vizegouverneurs von New York.